# Didgeridoo

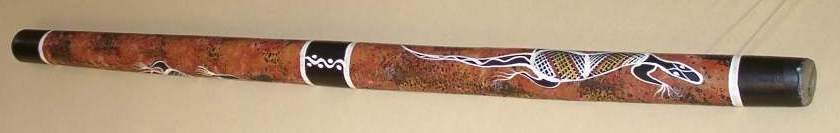
Didgeridoo

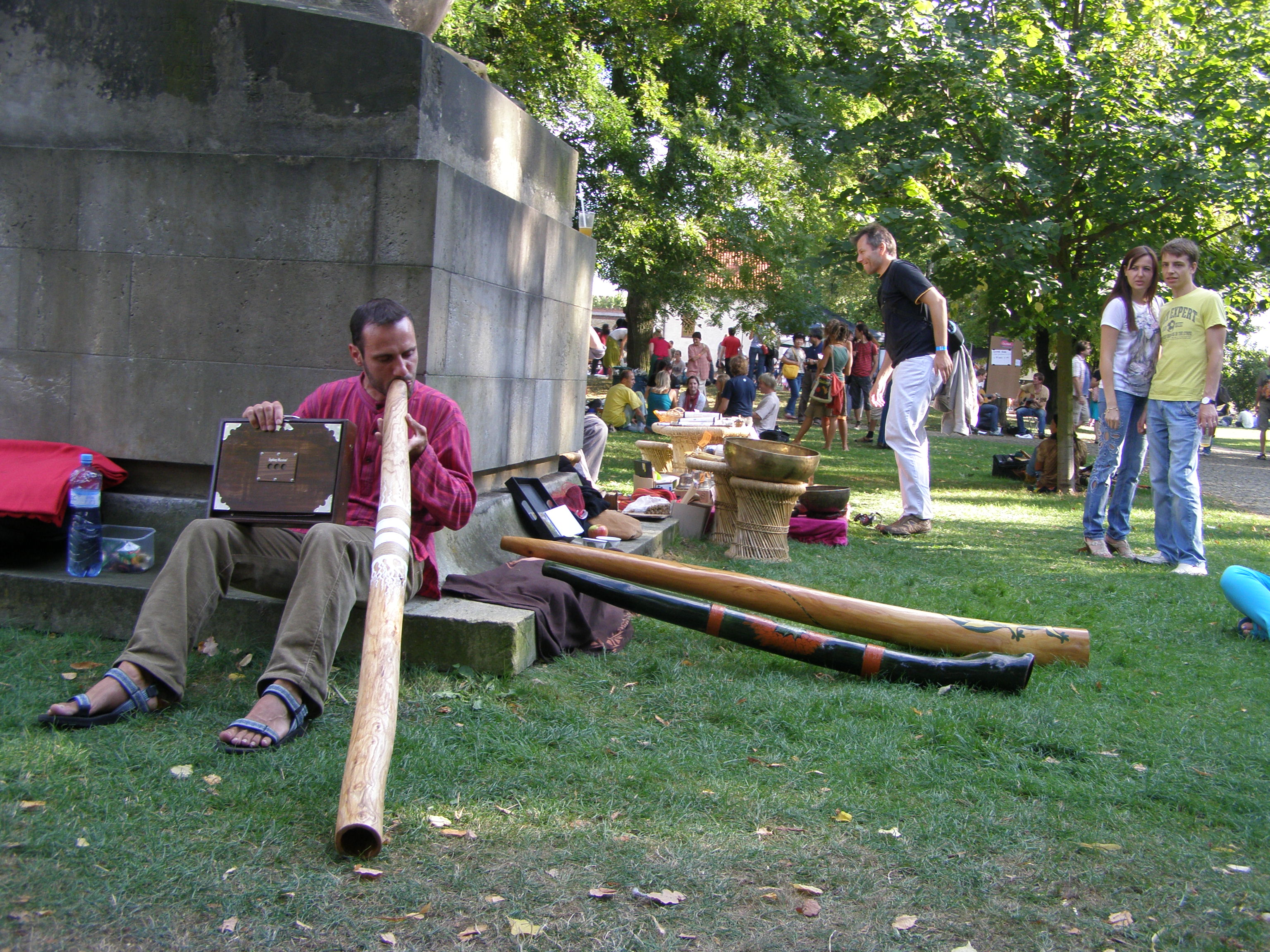
Hráč na didgeridoo na Vyšehradě v Praze na akci „Čajomírfest“ (festival čaje a čajové kultury) v roce 2012

Didgeridoo, někdy též didjeridoo je dechový hudební nástroj australských domorodců (Austrálců) a patří mezi jedny z nejtypičtějších symbolů Austrálie. V tradiční podobě se jedná o termity vyžraný dutý kmínek eukalyptu, který se po vyčištění dutiny opatří z užší strany náustkem zpravidla ze včelího vosku a technikou vibrujících rtů rozezní. Výsledkem je táhlý nepřerušovaný bručivý tón (drone) bohatý na vyšší harmonické tóny. Při hře lze též využít hlasivek, čímž je možné dosáhnout alikvótních tónů. Nepřerušovanost hry zajišťuje speciální hráčská technika, tzv. cirkulační dýchání. Ačkoliv je na didgeridoo možné hrát poměrně omezený rozsah tónů, uplatňuje se při hře zejména velký dynamický rozsah.
Název didgeridoo pochází pravděpodobně z irského slovního spojení dúdaire dubh tj. „černý trubač“ nebo dúidire dúth tj. „domorodý trubač“. Původní obyvatelé Austrálie mají pro svůj nástroj mnoho jmen odlišných podle kmenové příslušnosti. V Arnhemské zemi je znám jako jidaki, jirraka, gunbarr nebo mandapul, na ostrově Groote Eylandt se nazývá ngarrriralkpwina, ve střední Austrálii jilpirra a paampu, v okolí Darwinu artawirr a na západě Austrálie kurmur či ngaribi.
Kromě výše uvedených názvů se užívají názvy (abecedně) aritjuda, aritjuda, bambu, dawurr, didg, didge, didgereedoo, didgerido, didgeridoos, didgeridos, didgeridu, didj, didjerido, didjeridoos, didjeridu, didjerudus, digeridoo, digeridoos, dijeridoo, dijeridoos, dijeridu, djalupi, djalupun, djibolu, džalubbu, eboro, ganbag, ganbi, gangbag, garnbak, garnbak, gunbark, gurrmurr, gurulung, illpirra, ilpirra, Jiragi, kalumbu, kanbi, larwah, lidding, mako, martba, martba, morle, morlo, mudburudža, ngalidžbindža, ngorla, ngunebobandža, o-mol, ulpirra, uluburu, wuyimba, wuyimbarl, yedaki, Yidaki, yidaki, yili-yiki, yiraga, yiraka, yiraki, yirtakki.
Významným českým hráčem na didgeridoo je Ondřej Smeykal.

## Mýty původních obyvatel
O původnu tohoto hudebního nástroje vypráví několik mýtů původních obyvatel Austrálie. Důvod je zřejmě ten, že hudba na didgeridoo má pro původní obyvatele rituální význam. Často doprovází léčebné obřady i slavnost iniciace mladých příslušníků kmene a jeho zvuk při obřadech reprezentuje hlasy duchů.
Mýtus z Arnhemské země praví, že jistý aboriginský mladík rozdělával oheň a hledal suché dříví, nalezl však dutý kmínek eukalyptu. Když jej zdvihl, všiml si spousty termitů pobíhajících v dutině nalezeného kousku dřeva. Mladíkovi bylo líto upálit bezmocné tvory a chtěl je vyfouknout z dutiny, kterou si vykousali. Přiložil rty ke kmínku, ale při prvním vdechnutí vzduchu do dutiny se ozval zvláštní vrnivý zvuk, který sice termity nevyhnal, zato ukázal lidem cestu k jednomu z prvních hudebních nástrojů.
Jiný mýtus hovoří o netvoru bunyipovi, který zaútočil na tábořiště původních obyvatel. Bojovníci se mu postavili a svými oštěpy netvora bodali do břicha a genitálií. Zraněný netvor se zkroutil a foukal si na propíchnutý penis, který vydal krásné vrnění. Když zraněný bunyip zahynul, domorodci se snažili napodobit zvuk foukáním do různých předmětů, ale nedařilo se jim to. Až našli větev vyžranou termity a foukáním do ní dokázali zvuk napodobit.
Mýtus ze severovýchodní Austrálie vypráví o tom, že v čase snění byl lyrochvost nádherný hráčem na didgeridoo, popeláček drozdí tanečník a flétňák australský zpěvák a hráč na ozvučná dřívka. Tito tři ptáci pomocí hudby, zpěvu a tance dali světu jeho podobu a tvar, účastnili se stvoření ostatních zvířat i lidí a nakonec své dovednosti včetně hudebních nástrojů předali lidem.